# Filip Bradarić
Filip Bradaric (Spalato, 11 gennaio 1992) è un ex calciatore croato, di ruolo centrocampista.

## Carriera

### Club

#### Hajduk Spalato
Cresciuto nell'Hajduk Spalato, nel 2011 è stato ceduto in prestito al Primorac Stobreč dov'è rimasto fino al 2013. Tornato alla base, fa il suo debutto nella massima serie croata il 13 luglio 2013, subentrando al 73' e ottenendo la vittoria esterna per 5–1 contro lo Zadar. In totale con l'Hajduk collezionerà 38 presenze e due gol.

#### Rijeka
Il 3 febbraio 2015 viene ceduto al Rijeka con un contratto di 3 anni e mezzo. Nella squadra fiumana in 3 anni raggranella 103 presenze, di cui 14 in competizioni europee, e va a segno sette volte.

#### Cagliari
Il 3 agosto 2018 firma un contratto quinquennale con il Cagliari, iniziando così la sua prima esperienza all'estero, raggiungendo in Sardegna i connazionali Darijo Srna e Marko Pajač. Esordisce con la maglia dei sardi il 12 agosto subentrando a Luca Cigarini nella partita disputatasi alla Sardegna Arena contro il Palermo, valida per il terzo turno della Coppa Italia 2018-2019 e vinta 2-1. Termina la stagione con 27 presenze, e dopo un buon inizio le prestazioni sono andate in calando venendo rimpiazzato da Luca Cigarini.

#### Prestiti all'Hajduk Spalato, Celta Vigo e Al-Ain
Il 2 settembre 2019 fa ritorno (in prestito) all'Hajduk Spalato.
Dopo sole 10 presenze tra campionato e coppe, il 24 gennaio 2020 viene ceduto nuovamente in prestito, questa volta al Celta Vigo.
Il 24 ottobre 2020 viene ceduto in prestito ai sauditi dell'Al-Ain Saudi.

#### Al-Ahli
Il 30 luglio 2021 il Cagliari comunica la cessione a titolo definitivo ai sauditi dell'Al-Ahli.

### Nazionale
Ha giocato nelle Nazionali giovanili under-19 e under-21 croate.
Ha ricevuto la prima chiamata in Nazionale maggiore nel novembre 2016 per le sfide contro Islanda e Irlanda del Nord. Debutta contro la seconda giocando titolare tutti i 90 minuti della partita.
È stato convocato per i Mondiali di Russia del 2018, dove insieme al terzo portiere Dominik Livaković è l'unico calciatore croato a giocare nel campionato croato. Durante la competizione gioca nella sfida dei gironi vinta per 2-1 contro l'Islanda subentrando al 64º minuto a Luka Modrić, diventando il terzo giocatore nella storia del Rijeka a giocare una gara in un Mondiale dopo Petar Radaković nel 1966 e Miloš Hrstić nel 1982 (entrambi nati in Croazia ma che hanno giocato con la Nazionale della Jugoslavia).

## Statistiche

### Presenze e reti nei club
| Stagione                | Squadra                 | Campionato              | Campionato | Campionato | Coppe nazionali | Coppe nazionali | Coppe nazionali | Coppe continentali | Coppe continentali | Coppe continentali | Altre coppe | Altre coppe | Altre coppe | totale | totale | totale |
| Stagione                | Squadra                 | Comp                    | Pres       | Reti       | Comp            | Pres            | Reti            | Comp               | Pres               | Reti               | Comp        | Pres        | Reti        | Pres   | Reti   |        |
| ----------------------- | ----------------------- | ----------------------- | ---------- | ---------- | --------------- | --------------- | --------------- | ------------------ | ------------------ | ------------------ | ----------- | ----------- | ----------- | ------ | ------ | ------ |
| 2011-2012               | Primorac Stobreč        | 3. HNL                  | 28         | 2          | HNK             | 0               | 0               | -                  | -                  | -                  | -           | -           | -           | 28     | 2      |        |
| 2012-2013               | Primorac Stobreč        | 2. HNL                  | 27         | 6          | HNK             | 0               | 0               | -                  | -                  | -                  | -           | -           | -           | 27     | 6      |        |
| Totale Primorac Stobrec | Totale Primorac Stobrec | Totale Primorac Stobrec | 55         | 8          |                 | 0               | 0               |                    | 0                  | 0                  |             | -           | -           | 55     | 8      |        |
| 2013-2014               | Hajduk Spalato          | 1. HNL                  | 25         | 1          | HNK             | 4               | 1               | UEL                | 1                  | 0                  | -           | -           | -           | 30     | 2      |        |
| 2014-gen. 2015          | Hajduk Spalato          | 1. HNL                  | 13         | 1          | HNK             | 2               | 0               | UEL                | 3                  | 0                  | -           | -           | -           | 18     | 1      |        |
| gen. 2015-giu. 2015     | Rijeka                  | 1. HNL                  | 15         | 1          | HNK             | 2               | 0               | -                  | -                  | -                  | -           | -           | -           | 17     | 1      |        |
| 2015-2016               | Rijeka                  | 1. HNL                  | 26         | 1          | HNK             | 5               | 1               | UEL                | 2                  | 0                  | -           | -           | -           | 33     | 2      |        |
| 2016-2017               | Rijeka                  | 1. HNL                  | 33         | 2          | HNK             | 6               | 0               | UEL                | 1                  | 0                  | -           | -           | -           | 40     | 2      |        |
| 2017-2018               | Rijeka                  | 1. HNL                  | 29         | 3          | HNK             | 2               | 0               | UEL                | 11                 | 0                  | -           | -           | -           | 42     | 3      |        |
| Totale Rijeka           | Totale Rijeka           | Totale Rijeka           | 103        | 7          |                 | 15              | 1               |                    | 14                 | 0                  |             | -           | -           | 132    | 8      |        |
| 2018-2019               | Cagliari                | A                       | 27         | 0          | CI              | 2               | 0               | -                  | -                  | -                  | -           | -           | -           | 29     | 0      |        |
| 2019-gen. 2020          | Hajduk Spalato          | 1. HNL                  | 9          | 0          | HNK             | 1               | 0               | UEL                | -                  | -                  | -           | -           | -           | 10     | 0      |        |
| Totale Hajduk Spalato   | Totale Hajduk Spalato   | Totale Hajduk Spalato   | 47         | 2          |                 | 7               | 1               |                    | 4                  | 0                  |             | -           | -           | 58     | 3      |        |
| gen.-giu. 2020          | Celta Vigo              | PD                      | 4          | 0          | CR              | -               | -               | -                  | -                  | -                  | -           | -           | -           | 4      | 0      |        |
| 2020-2021               | Al-Ain Saudi            | SPL                     | 25         | 1          | KC              | 2               | 1               | -                  | -                  | -                  | -           | -           | -           | 27     | 2      |        |
| 2021-2022               | Al-Ahli                 | SPL                     | 26         | 2          | KC              | 1               | 1               | -                  | -                  | -                  | -           | -           | -           | 27     | 3      |        |
| 2023-2024               | Zrinjski Mostar         | PL                      | 12         | 0          | CBH             | 7               | 0               | UECL               | 4                  | 0                  | -           | -           | -           | 23     | 0      |        |
| Totale carriera         | Totale carriera         | Totale carriera         | 299        | 20         |                 | 34              | 4               |                    | 22                 | 0                  |             | -           | -           | 355    | 24     |        |

### Cronologia presenze e reti in nazionale

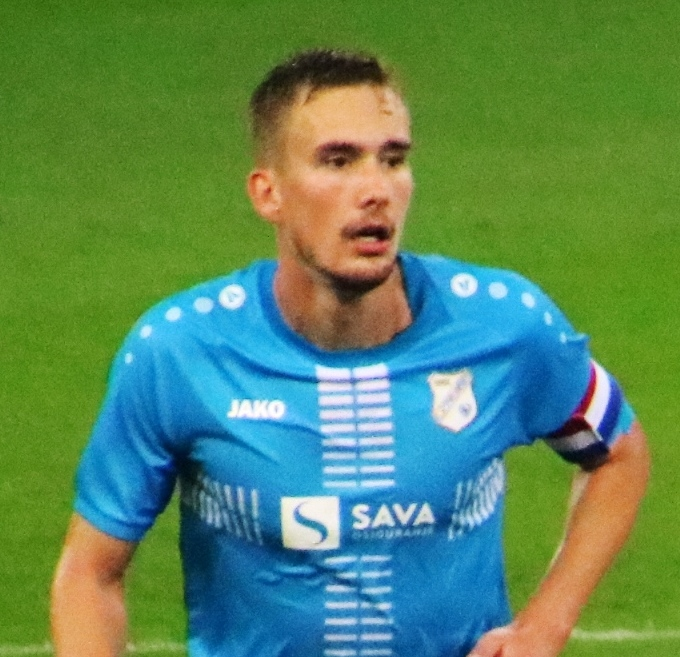
Bradarić con la maglia del Rijeka

| Cronologia completa delle presenze e delle reti in nazionale ― Croazia | Cronologia completa delle presenze e delle reti in nazionale ― Croazia | Cronologia completa delle presenze e delle reti in nazionale ― Croazia | Cronologia completa delle presenze e delle reti in nazionale ― Croazia | Cronologia completa delle presenze e delle reti in nazionale ― Croazia | Cronologia completa delle presenze e delle reti in nazionale ― Croazia | Cronologia completa delle presenze e delle reti in nazionale ― Croazia | Cronologia completa delle presenze e delle reti in nazionale ― Croazia |
| Data                                                                   | Città                                                                  | In casa                                                                | Risultato                                                              | Ospiti                                                                 | Competizione                                                           | Reti                                                                   | Note                                                                   |
| ---------------------------------------------------------------------- | ---------------------------------------------------------------------- | ---------------------------------------------------------------------- | ---------------------------------------------------------------------- | ---------------------------------------------------------------------- | ---------------------------------------------------------------------- | ---------------------------------------------------------------------- | ---------------------------------------------------------------------- |
| 15-11-2016                                                             | Belfast                                                                | Irlanda del Nord                                                       | 0 – 3                                                                  | Croazia                                                                | Amichevole                                                             | -                                                                      |                                                                        |
| 28-3-2017                                                              | Tallinn                                                                | Estonia                                                                | 3 – 0                                                                  | Croazia                                                                | Amichevole                                                             | -                                                                      | 58’                                                                    |
| 28-3-2018                                                              | Arlington                                                              | Messico                                                                | 0 – 1                                                                  | Croazia                                                                | Amichevole                                                             | -                                                                      | 46’                                                                    |
| 3-6-2018                                                               | Liverpool                                                              | Brasile                                                                | 2 – 0                                                                  | Croazia                                                                | Amichevole                                                             | -                                                                      | 83’                                                                    |
| 26-6-2018                                                              | Rostov                                                                 | Islanda                                                                | 1 – 2                                                                  | Croazia                                                                | Mondiali 2018 - 1º turno                                               | -                                                                      | 65’                                                                    |
| 15-10-2018                                                             | Fiume                                                                  | Croazia                                                                | 2 – 1                                                                  | Giordania                                                              | Amichevole                                                             | -                                                                      | 46’                                                                    |
| Totale                                                                 |                                                                        | Presenze                                                               | 6                                                                      |                                                                        | Reti                                                                   | 0                                                                      |                                                                        |

| Cronologia completa delle presenze e delle reti in nazionale ― Croazia under 21 | Cronologia completa delle presenze e delle reti in nazionale ― Croazia under 21 | Cronologia completa delle presenze e delle reti in nazionale ― Croazia under 21 | Cronologia completa delle presenze e delle reti in nazionale ― Croazia under 21 | Cronologia completa delle presenze e delle reti in nazionale ― Croazia under 21 | Cronologia completa delle presenze e delle reti in nazionale ― Croazia under 21 | Cronologia completa delle presenze e delle reti in nazionale ― Croazia under 21 | Cronologia completa delle presenze e delle reti in nazionale ― Croazia under 21 |
| Data                                                                            | Città                                                                           | In casa                                                                         | Risultato                                                                       | Ospiti                                                                          | Competizione                                                                    | Reti                                                                            | Note                                                                            |
| ------------------------------------------------------------------------------- | ------------------------------------------------------------------------------- | ------------------------------------------------------------------------------- | ------------------------------------------------------------------------------- | ------------------------------------------------------------------------------- | ------------------------------------------------------------------------------- | ------------------------------------------------------------------------------- | ------------------------------------------------------------------------------- |
| 5-3-2014                                                                        | Capodistria                                                                     | Slovenia under 21                                                               | 2 – 1                                                                           | Croazia under 21                                                                | Amichevole                                                                      | -                                                                               | 45’                                                                             |
| 10-10-2014                                                                      | Wolverhampton                                                                   | Inghilterra under 21                                                            | 2 – 1                                                                           | Croazia under 21                                                                | Qual. Europeo Under-21 2009                                                     | -                                                                               |                                                                                 |
| 14-10-2014                                                                      | Vinkovci                                                                        | Croazia under 21                                                                | 1 – 2                                                                           | Inghilterra under 21                                                            | Qual. Europeo Under-21 2009                                                     | -                                                                               |                                                                                 |
| Totale                                                                          |                                                                                 | Presenze                                                                        | 3                                                                               |                                                                                 | Reti                                                                            | 0                                                                               |                                                                                 |

| Cronologia completa delle presenze e delle reti in nazionale ― Croazia under 19 | Cronologia completa delle presenze e delle reti in nazionale ― Croazia under 19 | Cronologia completa delle presenze e delle reti in nazionale ― Croazia under 19 | Cronologia completa delle presenze e delle reti in nazionale ― Croazia under 19 | Cronologia completa delle presenze e delle reti in nazionale ― Croazia under 19 | Cronologia completa delle presenze e delle reti in nazionale ― Croazia under 19 | Cronologia completa delle presenze e delle reti in nazionale ― Croazia under 19 | Cronologia completa delle presenze e delle reti in nazionale ― Croazia under 19 |
| Data                                                                            | Città                                                                           | In casa                                                                         | Risultato                                                                       | Ospiti                                                                          | Competizione                                                                    | Reti                                                                            | Note                                                                            |
| ------------------------------------------------------------------------------- | ------------------------------------------------------------------------------- | ------------------------------------------------------------------------------- | ------------------------------------------------------------------------------- | ------------------------------------------------------------------------------- | ------------------------------------------------------------------------------- | ------------------------------------------------------------------------------- | ------------------------------------------------------------------------------- |
| 7-9-2009                                                                        | Senec                                                                           | Slovacchia under 19                                                             | 1 – 3                                                                           | Croazia under 19                                                                | Amichevole                                                                      | -                                                                               | 51’                                                                             |
| 9-9-2009                                                                        | Senec                                                                           | Slovacchia under 19                                                             | 0 – 1                                                                           | Croazia under 19                                                                | Amichevole                                                                      | -                                                                               | 51’                                                                             |
| Totale                                                                          |                                                                                 | Presenze                                                                        | 2                                                                               |                                                                                 | Reti                                                                            | 0                                                                               |                                                                                 |

## Palmares

### Club

#### Competizioni nazionali
- Campionato croato: 1

Rijeka: 2016-2017
- Coppa di Croazia: 1

Rijeka: 2016-2017
- Coppa di Bosnia: 1

Zrinjski Mostar: 2023-2024